# Estación de Madeleine
Madeleine es una estación de las líneas 8, 12 y 14 del metro de París situada en el 8.º distrito, cerca de la Iglesia de la Madeleine.

## Historia
El nombre de la estación proviene de un pueblo que se estableció en el siglo VI al oeste de la capital en torno a una capilla de la diócesis de París que fue dedicada en el siglo XIII a Santa María Magdalena. Siglos después se incorporó a París al crecer la ciudad y se edificó el actual templo de estilo neoclásico.
Fue inaugurada el 5 de noviembre de 1910 con la apertura de la línea A, hoy línea 12, de la Compañía Nord-Sud. El 13 de julio de 1913, llegaría la línea 8, con la puesta en marcha de su tramo inicial entre en Beaugrenelle y Opéra. Mucho más recientemente, el 15 de octubre de 1998, se abrió la estación de la línea 14, una estación que marcó el final de línea hasta el año 2003, siendo posteriormente prolongada hasta Saint-Lazare.

## Descripción

### Estación de la línea 8
Se compone de dos andenes laterales 75 metros de longitud y de dos vías.
Está diseñada en bóveda elíptica revestida completamente de los clásicos azulejos blancos biselados del metro parisino.
La iluminación es de estilo Motte y se realiza con lámparas resguardadas en estructuras rectangulares de color naranja que sobrevuelan la totalidad de los andenes no muy lejos de las vías.
La señalización por su parte usa la moderna tipografía Parisine donde el nombre de la estación aparece en letras blancas sobre un panel metálico de color azul. Por último los asientos, que también son de estilo Motte, combinan una larga y estrecha hilera de cemento revestida de azulejos naranja que sirve de banco improvisado con algunos asientos individualizados de color amarillo que se sitúan sobre dicha estructura.  

### Estación de la línea 12
Se compone de dos andenes laterales curvados de 75 metros de longitud y de dos vías.
En su diseño es idéntica a la estación de la línea 8 variando el color, ya que en este caso se ha optado por el rojo. 

### Estación de la línea 14
A diferencias de las anteriores, la estación de la línea 14 si ofrece mayores elementos decorativos.
En sus accesos, dentro de una urna de cristal, se conserva una réplica de una obra del escultor rumano Constantin Brancusi llamada La prière (el rezo), que muestra a una figura humana desnuda rezando de rodillas. La obra fue donada a la RATP por la fundación franco-rumana para celebrar el 125 aniversario del nacimiento del autor. También en los accesos a la estación se encuentra una vidriera semicircular, a pie de suelo, que representa la gallina Ryaba junto a un texto escrito en ruso que fue donada por el metro de Moscú. Por último, dentro de la estación, en la bóveda de piedra se encuentra una instalación artística, realizada por Jacques Tissinier, titulada Tissignalisation n°14. Consiste en la colocación de mil discos de acero de 16 centímetros de diámetro que simulan hojas de papiro estilizadas coloreadas en blanco, azul, rojo y naranja. 
En cuando a la estación en si, se compone de dos andenes laterales de 120 metros y de dos vías,  siguiendo con el diseño moderno de todas las estaciones de la línea 14. Sin embargo, eso no ha evitado problemas de mal olor causado por la emanación de ácido sulfhídrico por culpa de una aislamiento defectuoso de las instalaciones.